# 蒋平
蒋平，古典名著《三侠五义》的主要人物之一。字泽长，金陵人氏，擅长游泳，能在水中潜伏数个时辰，并且开目视物，在水中来去自由，因此得名「翻江鼠」。与钻天鼠卢方、彻地鼠韩彰、穿山鼠徐庆、锦毛鼠白玉堂共称为五鼠（陷空岛五义），排名老四。蒋平身材瘦小，面黄肌瘦，形如病夫，但为人机巧伶便、性情寬容，而且頗有智謀，是五鼠中的智囊。在小五義及續小五義中也是由他負責帶領開封府眾人對抗諸多反派。

## 武器
- 峨嵋刺、短刀、槍、飛鏢等。

## 演員
- 七俠五義 (1967年電影)：魏平澳
- 包青天 (1974年電視劇)：陳慧樓
- 御貓三戲錦毛鼠:小侯
- 包青天 (1993年電視劇)：陸一龍
- 七俠五義 (1994年電視劇)：邰智源
- 老鼠愛上貓：張豪龍
- 包青天 (2009年電視劇)：畢赫南
- 包青天之七俠五義：張鵬

## 外部連結
- 《「五鼠鬧東京」故事研究》 （页面存档备份，存于）
- 《三俠五義》人物形象研究